# Halichoeres pictus
Halichoeres pictus (Poey, 1860) è un pesce osseo marino appartenente alla famiglia Labridae.

## Distribuzione e habitat
Proviene dall'oceano Atlantico, dove è diffuso nel golfo del Messico fino al sud della Florida, dove non è una specie molto comune. Verso sud il suo areale si estende fino alle coste brasiliane. È una specie comune nelle barriere coralline, che difficilmente nuota in vicinanza del fondale pur essendo tipica di acque poco profonde (fino a 25 m). È una delle specie più frequenti nei pressi di Isla de Enmedio.

## Descrizione
Presenta un corpo molto allungato, leggermente compresso sui lati, che può raggiungere una lunghezza di 13 cm. La pinna dorsale e la pinna anale sono basse e lunghe, la pinna caudale ha i raggi esterni e quello centrale leggermente più allungati. La colorazione è giallastra, con striature più scure, meno evidenti negli esemplari più giovani. I maschi adulti hanno una macchia nera ampia sul peduncolo caudale, e sono striati di blu sulla testa e sul dorso, che è verde; il ventre ha una colorazione molto chiara, che spesso tende all'azzurro.

## Biologia

### Comportamento
Forma gruppi, talvolta insieme a Thalassoma bifasciatum e a Halichoeres maculipinna.

### Alimentazione
La sua dieta è composta da piccoli invertebrati marini.

### Predatori
È spesso preda di Carangoides ruber.

### Parassiti
Può ospitare il trematode Helicometrina execta.

### Riproduzione
È oviparo ed ermafrodita proteroginico; cambia sesso a circa 8 cm di lunghezza. La fecondazione è esterna.

## Conservazione
Questa specie viene classificata come "a rischio minimo" (LC) dalla lista rossa IUCN perché non particolarmente importante per la pesca e comune in diverse aree marine protette.